# کلارا سگورا
کلارا سگورا (کاتالونیایی: Clara Segura؛ زادهٔ ۶ مهٔ ۱۹۷۴) بازیگر و کارگردان نمایش اهل اسپانیا و یکی از هنرمندان پُرکار تئاتر کاتالان است.
از فیلم‌ها یا برنامه‌های تلویزیونی که وی در آن نقش داشته است، می‌توان به دریای درون، سه قدم بالاتر از بهشت، فیلم اسپانیایی، چشمان جولیا، ۴۷، ۱۰۰ متر، سراب، یک تپانچه در هر دست و شیفته او اشاره کرد.
وی همچنین برندهٔ جوایزی همچون جایزه گویا بهترین بازیگر نقش مکمل زن، جایزه گائودی، جایزهٔ بوتاکا و جایزه کرئو د سان جردی شده است.